# Жданов, Александр Маркеллович
Алекса́ндр Марке́лович Жда́нов (1858—1914) — русский астроном, ректор Императорского Санкт-Петербургского университета (1903—1905).

## Биография
Получил первоначальное образование в симбирской и 3-й московской гимназиях, в 1877 году поступил на физико-математический факультет Санкт-Петербургского университета, где специализировался на астрономии.
По окончании университетского курса (1881) был оставлен для подготовки к профессорскому званию и причислен к Пулковской обсерватории. Защитил магистерскую диссертацию «Способ Гюльдена для определения частных возмущений малых планет» (1884) и получил учёную степень магистра астрономии. Был командирован за границу на два года: занимался, в основном, в Стокгольме, у Гюльдена. В 1888 году за «Теорию промежуточных орбит и приложение её к исследованию движения Луны» получил степень доктора астрономии и геодезии. Назначен на должность экстраординарного профессора (1890) Санкт-Петербургского университета (с 1895 года — ординарный профессор кафедры астрономии). С 1887 по 1908 гг. Жданов читал лекции по математической географии (астрономия и геодезия) на Бестужевских курсах, был одним из организаторов и руководителей астрономической обсерватории Санкт-Петербургских Высших женских курсов на 10-й линии Васильевского острова, д. 33 (с 1896); преподавал также в Петербургском историко-филологическом институте.
В 1903—1905 годы был ректором Санкт-Петербургского университета; в 1907—1910 годах — попечителем московского учебного округа; с 1911 года управлял отделом промышленных училищ Министерства народного просвещения.
Помимо нескольких статей в научных журналах, особое внимание специалистов обратило на себя сочинение Жданова: «Recherches sur le mouvement de la Lune autour de la Terre» (Стокгольм, 1885).
В начале XX века Жданов принимал активное участие в предпринятой Главным штабом научной обработке русских градусных измерений и, вывел из них размеры геоида (т. 47 и 50 «Записок военно-топографического отдела главного штаба», СПб., 1891 и 1893).
Скончался 23 апреля 1914 года, был похоронен 25 апреля на кладбище Новодевичьего монастыря в Петербурге; могила утрачена.